# آغاجلي (جرجر)
آغاجلي (بالكردية: Sevkan‏) (بالتركية: Ağaçlı)‏ هي قرية كرديّة تتبع إداريّاً لمديرية جرجر في محافظة أديامان التركية، بلغ عدد سكانها 351 نسمة في عام 2021.